# Barão de Guandu
Barão de Guandu  é um título nobiliárquico brasileiro criado por D. Pedro I do Brasil, em 24 de dezembro de 1830, a favor de Inácio Antônio de Sousa Amaral.
Titulares
1. Inácio Antônio de Sousa Amaral - fazendeiro e político de Nova Iguaçu, Rio de Janeiro
2. João Bernardes de Sousa - fazendeiro e militar de Castelo, Espírito Santo.